# Brilliant, Novi Meksiko
Brilliant je naseljeno neuključeno područje u okrugu Colfaxu u američkoj saveznoj državi Novom Meksiku. 
Ime je prikupio United States Geological Survey između 1976. i 1981. u prvoj fazi prikupljenja zemljopisnih imena, a Informacijski sustav zemljopisnih imena (Geographic Names Information System) ga je unio u popis 13. studenoga 1980. godine.
Staro ime Brillianta bilo je Swastika. Kad su nacisti usvojili simbol kukastog križa (swastika), mjesto je promijenilo ime. Poštanski ured u Brilliantu zatvoren je 1954. godine.

## Zemljopis
Nalazi se na 36°57′22″N 104°32′4″W / 36.95611°N 104.53444°W